# 會津鐵道AT-350型柴聯車
會津鐵道AT-350型柴聯車（日语：／ Aizu Tetsudō AT-350-gata kidōsha）是會津鐵道會津線使用的觀光用柴聯車。會津鐵道在1999年向JR東日本購入日本國鐵KiHa35系柴聯車後改裝成會津鐵道AT-300型柴聯車，並且和會津鐵道AT-100型（AT-103號）及AT-400型柴聯車作為同個編組進行運轉。但因為AT-103號的車體逐漸老化，因此會津鐵道決定引進新型車輛進行汰換。2010年2月6日，AT-350型柴聯車作為行駛會津田島站至會津若松站間的觀光列車「座席展望列車會津浪漫號」正式投入使用。
本型車由新潟運輸系統負責製造，但有別於同時期配備康明斯製引擎和電氣指令式制動的會津鐵道AT-600型及AT-700型柴聯車，本型車使用的是新潟原動機（IHI原動機）製造的引擎。由於本型車並非單獨進行運轉，因此僅在車輛的其中一端設置駕駛室，並在車廂內配置13組附有桌板的包廂座椅。而座椅背面則印有棲息在會津線沿線的野生動物插圖。